# Oki (músico)

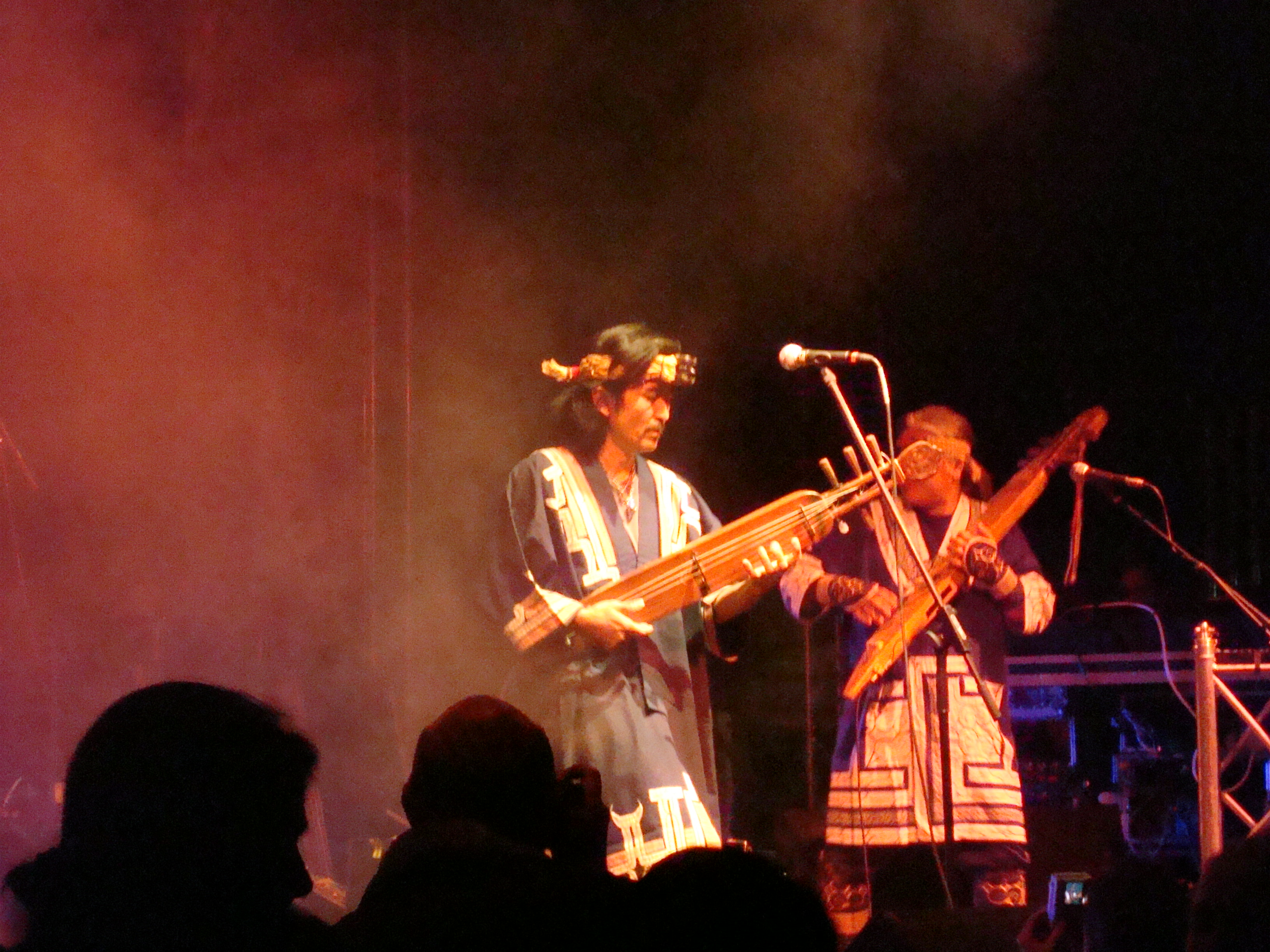
Oki Ainu Dub Band en Rudolstadt, 6.7. 2007.

OKI es un músico japonés de origen ainu. Su nombre real es Oki Kano (加納沖 Kanō Oki?) y viene de la prefectura de Kanagawa. Se graduó del departamento de artesanía de la Universidad Nacional de Bellas Artes y Música de Tokio. Su padre fue el escultor en madera Bikki Sunazawa. Oki usa el tonkori (arpa con 5 cuerdas) que es un instrumento de la música folclórica ainu, y mezcla la música ainu tradicional con el reggae, dub, y otros estilos de música afroamericana.
No toca solamente en Japón, sino también activamente participa en festivales de música folclórica en otros países, y en 2006 lanzó un sencillo, Tóg É Go Bog É  con la banda irlandesa de música celta, Kíla.

## Obras
Álbumes, sencillos
- HANKAPUY (feat. Umeko Ando (安東ウメ子 Andō Umeko?))　20 de marzo de 1999
- KAMUY KOR NUPURPE 27 de mayo de 2001
- NO-ONE'S LAND　2 de junio de 2002
- DUB AINU　17 de octubre de 2004
- TONKORI　12 de mayo de 2005
- Tóg É Go Bog É (Single)　17 de febrero de 2006 (Kíla y OKI)
- Kuma Shutsubotsu (熊出没), Grandes éxitos　- 17 de febrero de 2006
- DUB AINU DELUXE　16 de julio de 2006

Álbumes en que ha participado
- IHUNKE　- Umeko Ando　- 20 de mayo de 2001
- UPOPO SANKE　- Umeko Ando　- 14 de diciembre de 2003

Álbum ilustrado
- Kanna Kamui to Musume (カンナカムイと娘)　Cuento - Ito Oda (小田イト)　ilustraciones - OKI

Televisión
- K-tai Investigator 7 (ケータイ捜査官7) Narración de apertura